# Hilltop (Teksas)
Hilltop je naseljeno mjesto za statističke potrebe u američkoj saveznoj državi Teksas. Prema popisu stanovništva iz 2010. u njemu je živjelo 77 stanovnika.